# كيكو نيموتو
كيكو نيموتو (根本圭子 نيموتو كيكو) هي مؤدية أصوات يابانية ولدت في 10 ديسمبر 1979 في تشيبا.

## أدوارها في الأنمي

### مسلسلات أنمي تلفزيونية
- ناروتو - شيزوني, يوغاو أوزوكي, نيجي هيوغا (أيام الطفولة)
- ناروتو شيبودن - شيزوني, يوغاو أوزوكي
- روك لي وأصدقائه النينجا - شيزوني
- التنين الأزرق - فارس
- المقيم الأبدي - أنوتسو كاغيهيسا (أيام الطفولة)
- دي جرايمان - روبن
- سارايا غويو - سينوشين
- كاتاناغاتاري - أزيكورا كانارا (أيام الطفولة)
- شوغو كارا! - ماندا
- تسوكيهيمي - شيكي (أيام الطفولة)
- ميجامان محارب النت - جهير

### أفلام أنمي
- ناروتو شيبودن: الفيلم - شيزوني
- فيلم ناروتو شيبودن: الروابط - شيزوني
- فيلم ناروتو شيبودن: إرادة النار - شيزوني
- فيلم ناروتو شيبودن: البرج المفقود - شيزوني

## أدوارها في ألعاب الفيديو
- ناروتو شيبودن: كيزونا درايف - شيزوني
- ناروتو شيبودن: ألتيميت نينجا ستورم ريفولوشن - شيزوني

## أدوارها في الدبلجة اليابانية
- فارس وفادي - بخيت
- سعيد في وجه التعاسة - جيمي ذو الحذائين
- كل ده خيال - توم

## وصلات خارجية
- كيكو نيموتو على موقع IMDb (الإنجليزية)
- كيكو نيموتو على موقع ميوزك برينز (الإنجليزية)
- كيكو نيموتو على موقع قاعدة بيانات الفيلم (الإنجليزية)